# Harald Kreutzberg

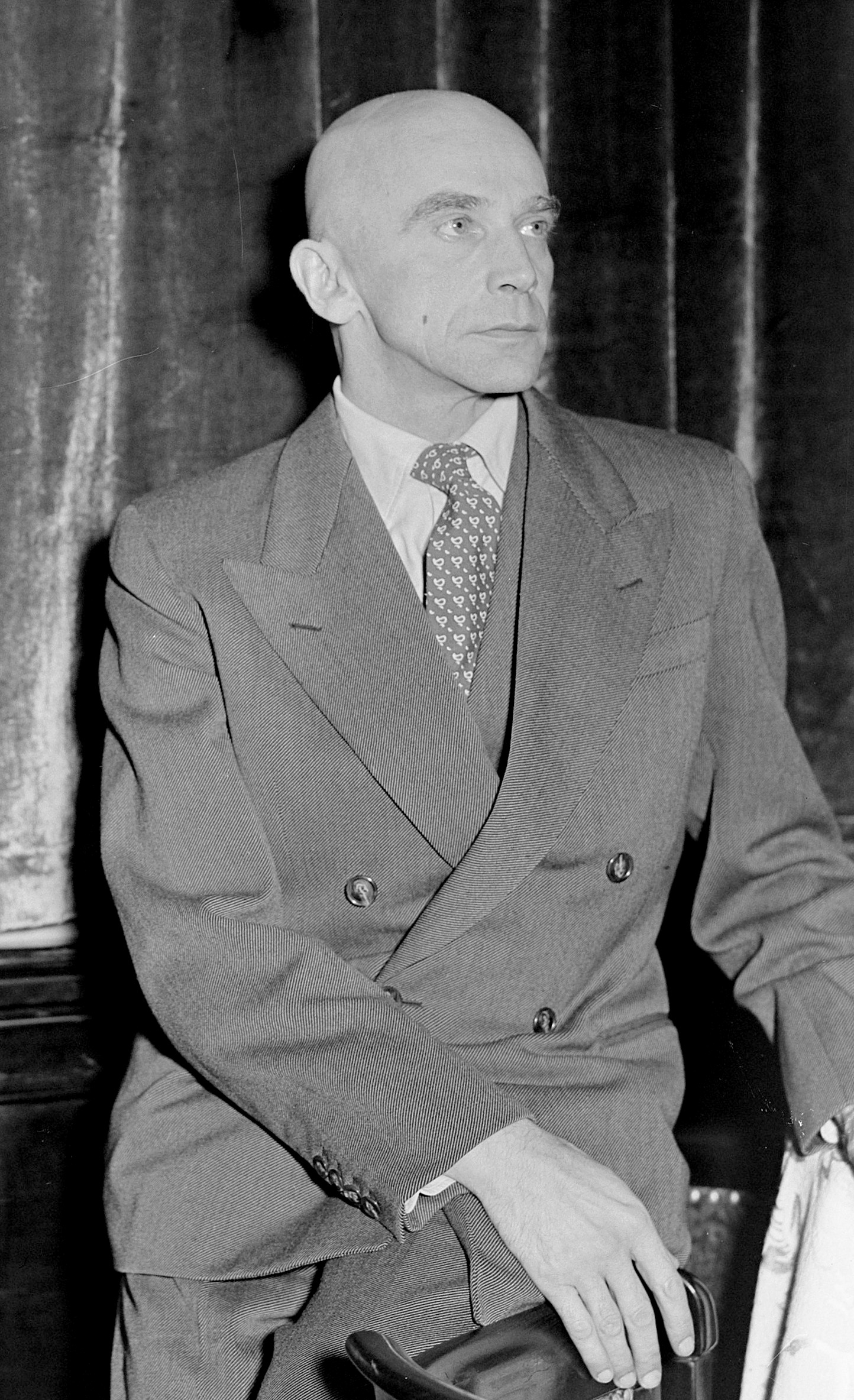
Harald Kreutzberg (1950);
Sammlung Nationaal Archief der Niederlande

Harald Kreutzberg (* 11. Dezember 1902 in Reichenberg; † 25. April 1968 in Muri bei Bern) war ein deutscher Tänzer und Choreograf. Kreutzberg zählte zu den wichtigsten Vertretern des Ausdruckstanzes in Deutschland und war einer der bekanntesten Schüler von Mary Wigman.

## Leben
Harald Kreutzberg – Sohn eines in Deutschland aufgewachsenen US-Amerikaners aus Pennsylvania – erhielt schon als Kind Ballettunterricht und trat bereits 1908, im Alter von sechs Jahren, am Lobetheater in Breslau auf.

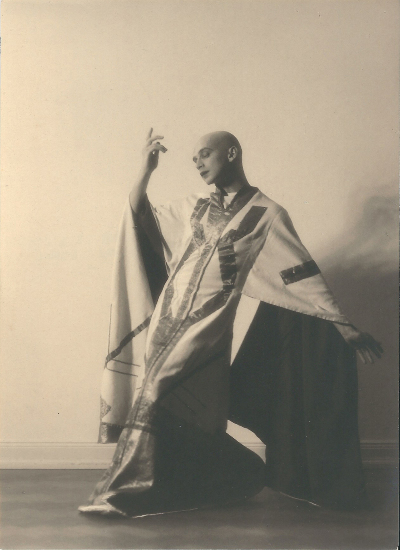
Tanzpose Kreutzbergs;
in einer Aufnahme von Will Burgdorf

Im Anschluss an den Besuch der Oberrealschule ließ sich Kreutzberg an der Kunstgewerbeschule Dresden zum Graphiker und Zeichner ausbilden. Parallel zur Ausbildung nahm er Ballettunterricht in einer Laiengruppe an der Mary-Wigman-Tanzschule u. a. bei Berthe Trümpy, wo seine außerordentliche Begabung und tänzerische Kreativität auffielen. 1922 absolvierte er die Abschlussklasse und ging 1923 an das Opernhaus Hannover, wo er als Solotänzer und mit vielen eigenen Choreografien auftrat.
1923 lernte er den Komponisten und Pianisten Friedrich Wilckens kennen, der ihm lebenslang als Klavierbegleiter, Manager und Freund verbunden blieb. 1924 wechselte Kreutzberg gemeinsam mit Max Terpis zur Berliner Staatsoper. Dort war ein erster großer Erfolg der Zusammenarbeit mit Friedrich Wilckens das Ballett Don Morte nach Edgar Allan Poe, das 1926 von Max Terpis inszeniert wurde. Nach der Musik von Friedrich Wilckens tanzte Harald Kreutzberg die Rolle des Hofnarren. Dafür rasierte er sich den Kopf, was später zu seinem Markenzeichen wurde.
In Berlin entdeckte ihn Max Reinhardt, der ihn 1926 für die Salzburger Festspiele verpflichtete. Im Anschluss an die Festspiele unternahm Harald Kreutzberg zusammen mit Yvonne Georgi eine erste erfolgreiche Tournee in die USA. Weitere Gastspiele in den USA machten Kreutzberg als Galionsfigur des German Dance weltberühmt. 1934 begab er sich mit der amerikanischen Tänzerin Ruth Page auf Welttournee über Hawaii, Japan, Shanghai bis nach Wladiwostok. Von dort kehrten die Tänzer mit der Transsibirischen Eisenbahn zurück nach Wien und Berlin.
Kreutzberg setzte seine Künstlerkarriere während der NS-Zeit ohne Unterbrechung fort. Selbst völlig unpolitisch, ließ Kreutzberg sich von den Nationalsozialisten als Aushängeschild für das deutsche Kulturleben benutzen und blieb auch in dieser Zeit einer der vom Publikum meistverehrten und gut verdienenden Tänzer. Er unternahm trotz des Krieges einige Gastspiele in Europa, vor allem 1940 in Holland. In Deutschland wirkte er auch in einigen Spielfilmen mit, so in dem 1943 produzierten Film Paracelsus in der Regie von G. W. Pabst. 1941 wurde Kreutzberg zum Leiter der Staatlichen Akademie für Tanzkunst in Wien ernannt. 1944 wurde Kreutzberg zur Wehrmacht eingezogen und befand sich nach der Kapitulation Deutschlands zweieinhalb Monate in einem amerikanischen PW-Camp in Italien.
Nach 1945 konnte Kreutzberg seine Karriere als Tänzer fortsetzen. 1955 gründete er eine eigene Tanzschule in Bern. 1959 gab er sein Abschiedsgastspiel bei Willy Maertens im Hamburger Thalia-Theater, wo er noch einmal sein künstlerisches und tänzerisches Können demonstrierte.
Harald Kreutzbergs Nachlass wird im Deutschen Tanzarchiv Köln aufbewahrt.

## Ehrungen
- 1936: Ehrenurkunde bei den Internationalen Tanzwettspielen in Berlin.
- 1953: Ehrenmitgliedschaft der Akademie für Musik und darstellende Kunst in Wien.
- 1960: Sudetendeutscher Kulturpreis.
- 1961: Österreichisches Ehrenkreuz für Wissenschaft und Kunst I. Klasse.
- 1967: Verdienstkreuz 1. Klasse der Bundesrepublik Deutschland
- 1968: Liebieg-Medaille des Heimatkreises Reichenberg in Augsburg
- 1995: Ausstellung Photographie – Tanz – Kreutzberg, Deutsches Tanzarchiv Köln, raum 1.

## Veröffentlichungen
- Bauernball-Kalender Bimmelbach 1921. 15 Holzschnitte. Herausgegeben von der Akademie für Kunstgewerbe. Rau, Dresden 1920.
- Über mich selbst. Hammann, Detmold 1938.

## Filme
- Tanz unterm Hakenkreuz. Dokumentation, Deutschland 2003, 60 Min., Buch und Regie: Annette von Wangenheim